# Желязната маска (филм)
Желязната маска (на английски: The Man in the Iron Mask) е филм от 1998 г. Той е режисиран от Рандал Уолъс. Филмът е с участието на големия американски актьор Леонардо ДиКаприо, Джеръми Айрънс, Джон Малкович, Жерар Депардийо и Гейбриъл Бърн.

## Сюжет
Внимание:  Текстът по-долу разкрива сюжета на произведението (или части от него)!
Филмът започва с Арамис и Портос, които вече са много по-стари. Арамис е йезуитски свещеник. След това Луи XIV, много по различен от истината говори с Арамис за бунтовете в Париж, защото Луи не дава никаква храна. Арамис говори със старите си приятели искайки да заменят Луи. Портос и Атос му помагат. Те се промъкват в затвор, където Арамис прави бягство с мъжът в желязната маска. След като му махат маската те виждат, че Желязната маска е брат-близнак на Луи, Филип. Той е роден по-късно и затова неговият баща Луи XIII го изоставя. Луи обаче разбира и иска да му дадат желязната маска. Това е било направено от Арамис 6 години по-рано, когато той бил все още мускетар. След това Портос иска да се самоубие, но не успява. Те влизат в Париж на бал с маски, където правят размяна. Но Д'Артанян е нащрек. Когато Атос, Портос и Арамис бягат към реката, вратата се затваря. След това идва и Д'Артанян с Филип. Започва битка и накрая е убит Д'Артанян. Накрая Филип взема короната, а Луи вече е човекът с Желязната маска. Атос, Портос и Арамис стават кралски съветници.

## Актьорски състав
| Актьор             | Роля                                   |
| ------------------ | -------------------------------------- |
| Леонардо ди Каприо | крал Луи XIV / Филип (Желязната маска) |
| Джеръми Айрънс     | Арамис                                 |
| Джон Малкович      | Атос                                   |
| Гейбриъл Бърн      | д'Артанян                              |
| Жерар Депардийо    | Портос                                 |
| Ан Парийо          | Анна Австрийска                        |
| Жюдит Годреш       | Кристин Белфорт                        |
| Питър Сарсгард     | Раул                                   |
| Едуард Атертън     | лейтенант Андре                        |
| Хю Лори            | Пиер, съветник на краля                |

## В България
На 21 декември 1998 г. е издаден на VHS от Александра Видео с български субтитри.
На 8 юни 2014 г. е излъчен по Нова телевизия с български дублаж за телевизията. Екипът се състои от:
| Озвучаващи артисти  | Ани Василева Даниела Сладунова Силви Стоицов Георги Георгиев-Гого Здравко Методиев Христо Узунов |
| Преводач            | Бисер Пачев                                                                                      |
| Тонрежисьор         | Цветомир Цветков                                                                                 |
| Режисьор на дублажа | Димитър Кръстев                                                                                  |